# Каетанка
Каетанка (пол. Kajetanka) — деревня в Бяльском повете Люблинского воеводства Польши. Входит в состав гмины Янув-Подляский. По данным переписи 2011 года, в деревне проживало 46 человек.

## География
Деревня расположена на востоке Польши, к югу от реки Западный Буг, вблизи государственной границы с Белоруссией, на расстоянии приблизительно 18 километров к северо-востоку от города Бяла-Подляска, административного центра повета. Абсолютная высота — 144 метра над уровнем моря. К северу от населённого пункта проходит региональная автодорога 698.

## История
В конце XVIII века город входил в состав Берестейской экономии Великого княжества Литовского. Согласно «Справочной книжке Седлецкой губернии на 1875 год» деревня входила в состав гмины Павлов Константиновского уезда Седлецкой губернии. В период с 1975 по 1998 годы Каетанка входила в состав Бяльскоподляского воеводства.

## Население
Демографическая структура по состоянию на 31 марта 2011 года:
|         | Всего | До трудоспособного возраста | Трудоспособного возраста | Старше трудоспособного возраста |
| ------- | ----- | --------------------------- | ------------------------ | ------------------------------- |
| Мужчины | 17    | 2                           | 12                       | 3                               |
| Женщины | 29    | 6                           | 12                       | 11                              |
| Всего   | 46    | 8                           | 24                       | 14                              |